# Veracruz, Honduras
Veracruz är en ort i Honduras.   Den ligger i departementet Departamento de Copán, i den västra delen av landet, 190 km nordväst om huvudstaden Tegucigalpa. Veracruz ligger 1 128 meter över havet och antalet invånare är 1 045.
Terrängen runt Veracruz är huvudsakligen kuperad. Veracruz ligger uppe på en höjd. Runt Veracruz är det ganska tätbefolkat, med 62 invånare per kvadratkilometer. Närmaste större samhälle är Santa Rosa de Copán, 16,7 km söder om Veracruz.  